# Marumbi
Marumbi es un municipio brasileño del estado de Paraná.

## Geografía
Posee un área es de 208,470 km² representando 0,1046 % del estado, 0,037 % de la región y 0,0025 % de todo el territorio brasileño. Se localiza a una latitud 23°42'21" sur y a una longitud 51°38'20" oeste. Su población estimada en 2005 era de 4.365 habitantes.
Localizada en el norte del estado, su economía se basa en la agricultura.

### Demografía
Datos del Censo - 2000
Población total: 4.612
- Urbana: 3.380
- Rural: 1.232
- Hombres: 2.356
- Mujeres: 2.256

Índice de Desarrollo Humano (IDH-M): 0,735
- IDH-M Salario: 0,645
- IDH-M Longevidad: 0,718
- IDH-M Educación: 0,841

## Administración
- Prefecto: Adhemar Francisco Rejani (2005/2008)
- Viceprefecto: Elaine
- Presidente de la cámara: (2007/2008)